# Hyloniscus siculus
Hyloniscus siculus là một loài chân đều trong họ Trichoniscidae. Loài này được Méhely miêu tả khoa học năm 1929.